# Brian J. White
Brian Joseph White (Boston, 21 april 1975) is een Amerikaans acteur, filmproducent, model, danser en effectenhandelaar.

## Biografie
White werd geboren in Boston als oudste van zes kinderen. Hij doorliep de high school aan de Newton South High School in Newton (Massachusetts), hierna studeerde hij af in politieke psychologie en theaterwetenschap aan de Dartmouth College in Hanover (New Hampshire).
White begon in 1997 met acteren in de film The Matchmaker, waarna hij nog meerdere rollen speelde in films en televisieseries.
White is in 2010 getrouwd en heeft een dochter. Naast het acteren is hij ook werkzaam als effectenhandelaar.

## Filmografie

### Films
Selectie:
- 2012: The Cabin in the Woods - als Truman
- 2012: Good Deeds - als Walt Deeds
- 2009: 12 Rounds - als Hank Carver
- 2007: Football Wives - als Kyle Jameson
- 2007: The Game Plan - als Jamal Webber
- 2007: In the Name of the King: A Dungeon Siege Tale - als commandant Tarish
- 2006: DOA: Dead or Alive - als Zack
- 2005: The Family Stone- als Patrick Thomas
- 2005: Brick - als Brad Bramish
- 1997: The Matchmaker - als Jason

### Televisieseries
Uitgezonderd eenmalige gastrollen.
- 2024: Criminal Minds - als Vincent Orlov - 4 afl.
- 2022-2024: The Black Hamptons - als Jeffery Bowen - 12 afl.
- 2023: Fosters Law - als Edward Foster - 7 afl.
- 2018-2021: Craig Ross Jr.'s Monogamy - als Dallas - 15 afl.
- 2019: Ambitions - als Evan Lancaster - 18 afl.
- 2018-2019: Bronx SIU -a ls Jimmy - 14 afl.
- 2017-2018: Ray Donovan - als Jay White - 11 afl.
- 2015: Chicago Fire - als Dallas Patterson - 9 afl.
- 2013-2015: Mistresses - als Blair Patterson - 12 afl.
- 2015: Scandal - als Franklin Russell - 5 afl.
- 2013-2014: Hostages - als kolonel Thomas Blair - 8 afl.
- 2012-2013: Beauty and the Beast - als Joe Bishop - 16 afl.
- 2009-2011: Men of a Certain Age - als Marcus - 16 afl.
- 2011: 9ine - als Michael - 4 afl.
- 2003-2008: The Shield - als rechercheur Tavon Garris - 11 afl.
- 2007-2008: Moonlight - als Carl Davis - 7 afl.
- 2007: Ghost Whisperer - als officier Barrett - 2 afl.
- 2004-2005: Second Time Around - als Nigel Muse - 13 afl.
- 2001: Spyder Games - als Alex Peters - 24 afl.
- 2000: Moesha - als Gabe - 3 afl.

### Filmproducent
- 2025: Deadly Attraction - film
- 2021: All the Men in My Life - film
- 2020: Howard High - miniserie
- 2019: A Shot for Justice - film
- 2019: Dear Frank - film
- 2019: Black Privilege - film
- 2018: Never Heard - film
- 2018: Bronx SIU - televisieserie - 1 afl.
- 2018: Craig Ross Jr.'s Monogamy - film
- 2016: 36 Hour Layover - film
- 2016: Only for One Night - film
- 2015: Where Children Play - film
- 2015: My Favorite Five - film
- 2014: Getting Even - film
- 2013: Someone to Love - film
- 2011: 9ine - televisieserie - 8 afl.

- Gemeinsame Normdatei: 1061377415
- International Standard Name Identifier: 0000 0000 4747 8870
- Library of Congress Control Number: no2007052879
- Virtual International Authority File: 73631561
- WorldCat: E39PBJcC3C9HVy4vD7yK3JXPQq